# Karl Weigl (Politiker)
Karl Ludwig Weigl (* 15. Oktober 1879 in Wien, Österreich-Ungarn; † 27. März 1982 ebenda) war ein österreichischer Politiker.

## Leben
Karl Weigl war Sohn eines Tapezierers und erlernte selbst den Beruf. Er wurde 1904 Mitglied der Tapezierer-Gewerkschaft und Mitglied der SDAP. Ab 1907 war er Sekretär der Gewerkschaft der Handels- und Transportarbeiter, vier Jahre später, 1911, wurde er zum Generalsekretär bestellt. 1930 wurde er nach dem Tod von Franz Domes Präsident der Wiener Arbeiterkammer.
Seine politische Karriere begann 1919, als Weigl als Abgeordneter der Sozialdemokratischen Arbeiterpartei (SDAP) in den Wiener Gemeinderat gewählt wurde, dem er bis 1934 angehörte. Der Gemeinderat amtierte von November 1920 an auch als Wiener Landtag. 1932 bis 1934 übte Weigl zudem das Amt des Dritten Landtagspräsidenten aus.
Während der Zeit des Austrofaschismus und Nationalsozialismus ging Weigl ins Exil, zunächst in die Tschechoslowakei, später nach Schweden und 1939 in die Schweiz, wo er das Ende des Zweiten Weltkriegs erlebte.
Nach seiner Rückkehr nach Österreich, im Jahr 1946, zeichnete Weigl für den Wiederaufbau der österreichischen Gewerkschaft verantwortlich. Wie bereits in der Zeit der Ersten Republik wurde Weigl Sekretär der Arbeiterkammer. Ein politisches Mandat übte er jedoch nicht mehr aus. 1953 erhielt er den Karl-Renner-Preis.
Karl Weigl wurde 102 Jahre alt und starb am 27. März 1982 in Wien. Er wurde im Urnenhain der Feuerhalle Simmering (Abteilung 1, Ring 3, Gruppe 6, Nummer 198) beigesetzt.